# Kani
Pour les articles homonymes, voir Kani (homonymie).
Kani est une localité du nord-ouest de la Côte d'Ivoire et chef-lieu de commune, de sous-préfecture et de département dans la région du Worodougou. 
L'actuel maire, Yaya Meité, est élu le 2 septembre 2023 avec 82,22 % de voix.
Kani est représentée à l'Assemblée nationale par Abdoulaye Ben Méïté. Unique candidat, il est élu député sous la bannière du Rassemblement des houphouëtistes pour la démocratie et la paix (RHDP) avec 99,9 % des voix lors des élections législatives de 2021,,.

## Personnalités liées à la commune
- Bamo Meïté (2001-), footballeur ivoirien né à Kani.